# St. Philipp und Walburga (Rohrbach)

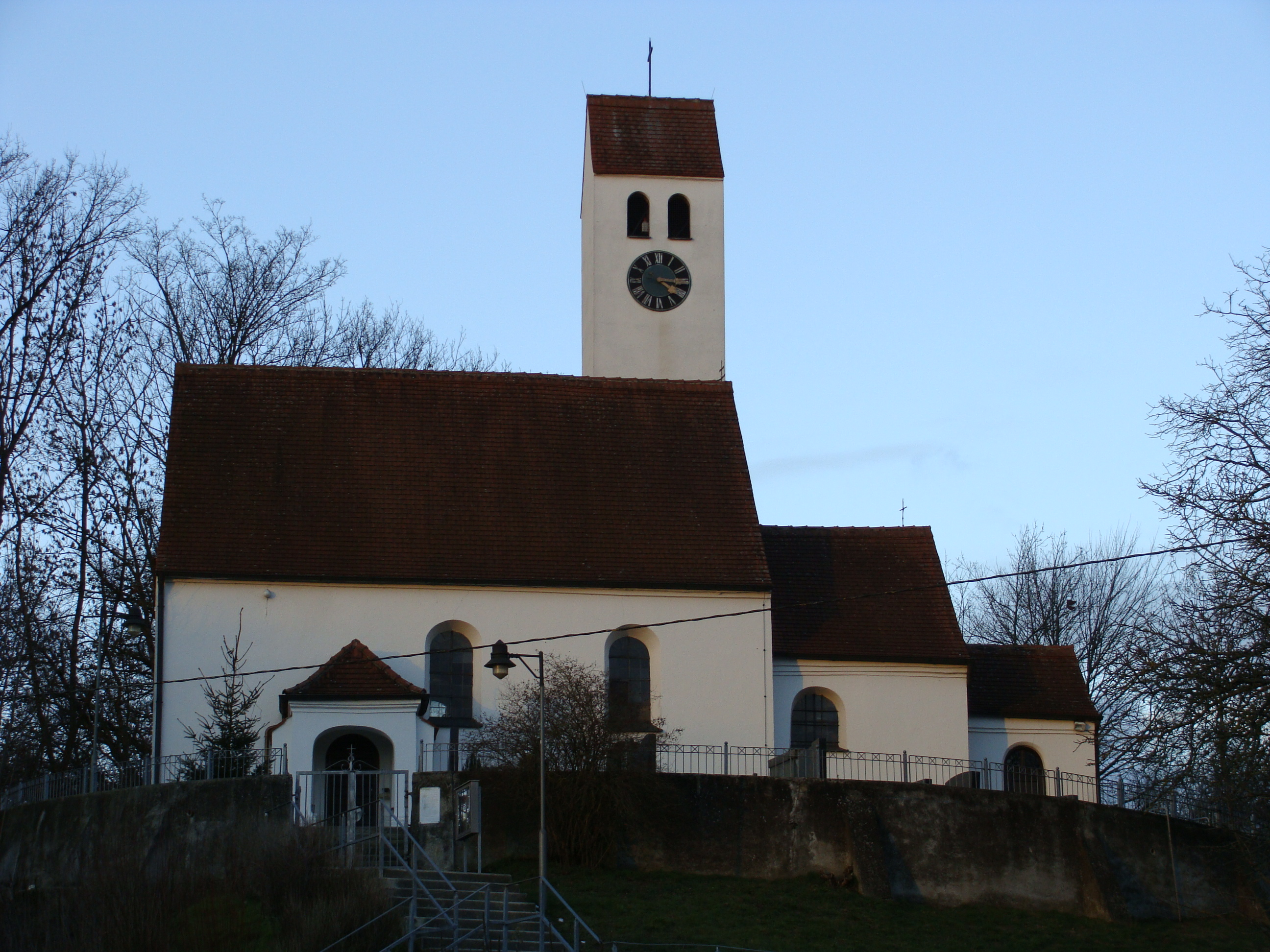
St. Philipp und Walburga in Rohrbach

Die Filialkirche St. Philipp und Walburga ist ein Baudenkmal in Rohrbach bei Friedberg im bayerisch-schwäbischen Landkreis Aichach-Friedberg.

## Geschichte
Die romanische Kirche wurde vermutlich zwischen 1250 und 1300 auf einem Hügel errichtet. Das Dachwerk ist aus dem späten 15. Jahrhundert. 1520 wurden die Patrozinien St. Ägidus und St. Walburga erwähnt. Später war die Kirchenpatronin die heilige Maria Magdalena, heute St. Philipp und Walburga. 1760 wurde die Decke im Innenraum neu gestaltet. Einen Sakristeianbau hat man im 19. Jahrhundert ergänzt. Die Kirche ist heute eine Filiale der Pfarrei St. Georg in Bachern.

## Baubeschreibung
Bei der Kirche handelt es sich um einen flachgedeckten Saalbau mit eingezogenem, tonnengewölbtem Rechteckchor und schlichten Fassaden. Nach Osten reihen sich Langhaus, Chor und Sakristei mit jeweils eigenem Baukörper. Nördlich ist ein Satteldachturm in das Langhaus eingestellt. Der Zugang zur Kirche erfolgt durch ein südliches Vorzeichen.

## Ausstattung
Das Deckenfresko im Langhaus von 1760 wurde von Sigismund Reis erstellt. Es sind die heiligen Philipp und Walburga vor der Heiligsten Dreifaltigkeit  dargestellt; darunter eine Ortsansicht von Rohrbach, die Kirche noch ohne Sakristeianbau. Die Altäre sind aus dem späten 17. Jahrhundert. Das Altarbild des Hauptaltars zeigt Christus als den Weltenretter. Die Figuren stellen die heiligen Philipp und Walburga dar. Im Auszug ist die heilige Maria Magdalena dargestellt. Das Altarblatt des rechten Seitenaltars zeigt den heiligen Leonhard und im Auszug die Muttergottes und den heiligen Michael. Der linke Seitenaltar zeigt die Muttergottes und Gottvater. Die lebensgroße Figurengruppe im Chor mit Geißelheiland und Mater dolorosa ist von Bartholomäus Öberl und im ersten Drittel des 18. Jahrhunderts entstanden. Die Figuren der Heiligen Antonius und Franz Xaver sind aus dem späten, das Kruzifix an der Chorwand aus dem mittleren 18. Jahrhundert.